# Trương Minh Quý

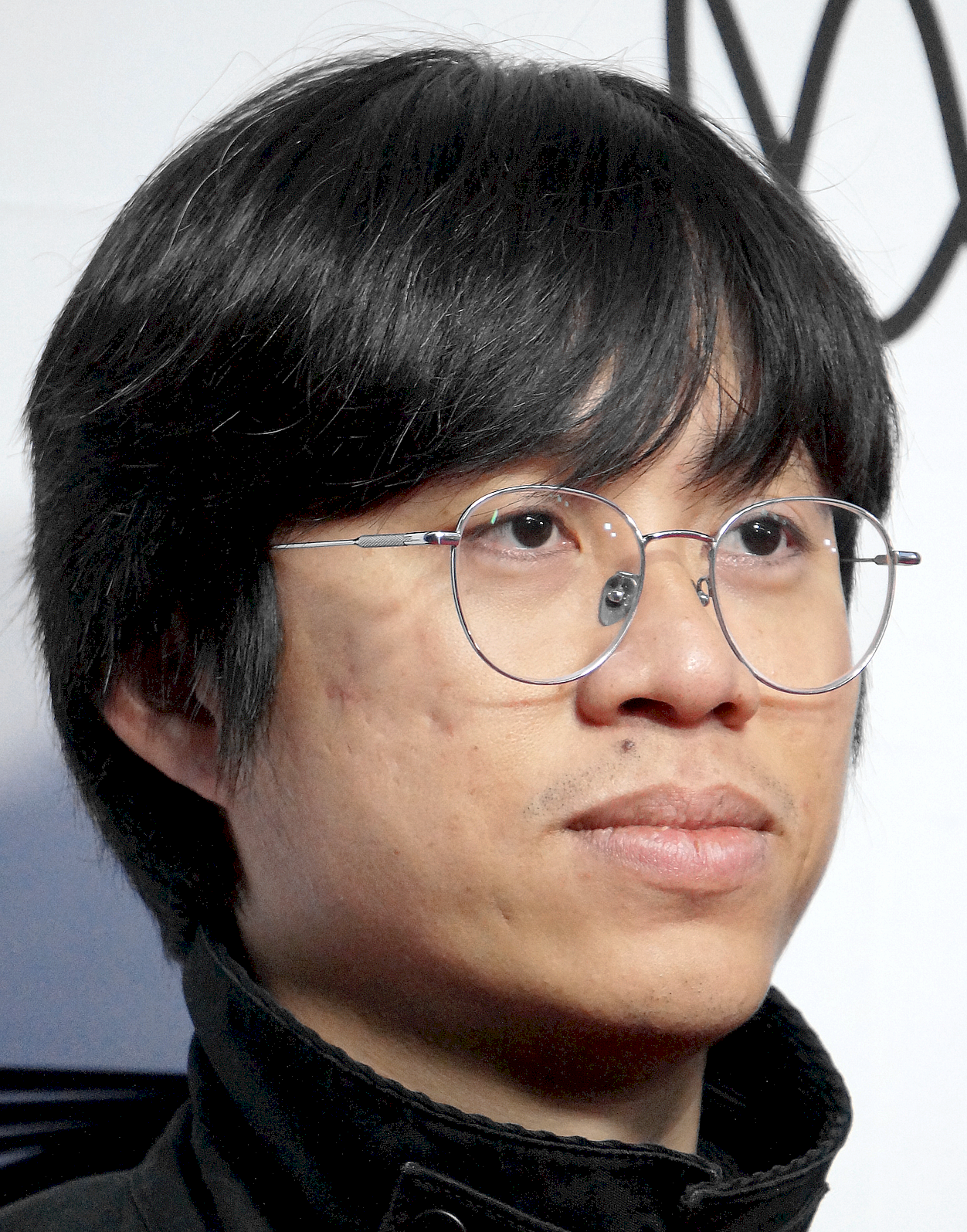
Trương Minh Quý

Trương Minh Quý (alternativ Truong Minh Quy) (geboren 1990 in Buon Ma Thuot) ist ein vietnamesischer Regisseur, der sich zwischen Dokumentarfilm und Fiktion bewegt. Bekannt wurde er durch seine Filme The Tree House (2019) und Viet und Nam (2024).

## Leben
Trương Minh Quý wurde in Buon Ma Thuot, einer kleinen Stadt im zentralen Hochland Vietnams, geboren. 2008 brach er seine Ausbildung an der Filmhochschule ab, um im Independent-Bereich Filme zu drehen. Seitdem lebt er neben Vietnam auch in Belgien und Frankreich. Er nahm 2012 an der Asian Film Academy (Busan International Film Festival) und 2016 an Berlinale Talents teil. Seine Werke wurden international auf Filmfestivals und in Ausstellungen gezeigt, etwa in Locarno, New York, Clermont-Ferrand, Oberhausen, Rotterdam, Busan, München und Cannes. Sein zweiter Langfilm The Tree House feierte 2019 seine Weltpremiere in Locarno. Im Jahr 2021 lief sein französischsprachiger Kurzfilm Les Attendants im Wettbewerb um den Goldenen Bären der Berlinale. Sein dritter Spielfilm Viet und Nam feierte 2024 in Cannes Weltpremiere und wurde im selben Jahr beim Filmfest München mit dem CineRebels Award ausgezeichnet.

## Auszeichnungen
- 2017: Art Prize at the 20th VideoBrasil (Sao Paulo)[2]
- 2019: The Tree House hatte die Premiere auf dem 72nd Locarno Film Festival[3]
- 2024: Viet and Nam hatte die Premiere in der Sektion Un Certain Regard in Cannes und wurde für die Queerpalm nominiert[4]
- 2024: CineRebels Award für Viet and Nam auf dem Filmfest München[5]

## Filmografie
- 2014: Déjà Vu
- 2014: Mars in the Well
- 2016: The City of Mirrors: A Fictional Biography
- 2019: The Tree House
- 2020: Death of a Soldier
- 2021: Les attendants
- 2023: Porcupine
- 2024: Viet und Nam